# 앨릭 뉴먼
앨릭 뉴먼(Alec Newman, 1974년 11월 27일 ~ )은 스코틀랜드의 배우이다.

## 출연 작품
- 스노우맨
- 웨어 핸즈 터치